# ديمة القطو
ديمة مازن خليل القطو، (12 سبتمبر 1977 – ) عالمة صيدلة فلسطينية أمريكية، وُلِدت في مدينة طولكرم الفلسطينية، وتحمل الجنسيتين الفلسطينية والأمريكية، تُعد واحدة من أبرز العلماء في مجال علم الأدوية وعلم الأوبئة، وهي زميلة الأكاديمية الوطنية الأمريكية للطب، وحاصلة على عدة جوائز علمية.

## سيرتها
وُلِدت ديمة مازن خليل القطو في مدينة طولكرم الفلسطينية بتاريخ 12 سبتمبر 1977، وفي عام 1980 انتقلت إلى الولايات المتحدة الأمريكية، وهي شقيقة العالِمة دانية القطو والعالِمة مزنة القطو.
هناك في الولايات المتحدة الأمريكية فقد التحقت ديمة عام 1997 بكلية الصيدلية في جامعة إلينوي في شيكاغو والتي تخرجت منها عام 2001 بشهادة دكتور في الصيدلة، وفي عام 2003 التحقت بكلية جون هوبكنز بلومبرغ للصحة العامة في ولاية ماريلاند ونالت منها شهادة الماجستير في الصحّة العامة عام 2005، ونالت بعد ذلك درجة الدكتوراه في الصحة العامة وعلم الوبائيات الدوائية من كلية الصحة العامة بجامعة إلينوي في شيكاغو.
شغلت منذ عام 2012 وحتى عام 2020 منصب أستاذ مشارك في كلية الصيدلة في جامعة إلينوي في شيكاغو، ومنذ عام 2020 تشغل منصب أستاذ مشارك لعلم الوبائيات الدوائية في جامعة كاليفورنيا الجنوبية، كما تشغل منصب مديرة برنامج الأدوية والصحة العامة في كلية الصيدلة والعلوم الصيدلانية في ذات الجامعة، وهي أيضًا عضوة بعدة معاهد ومراكز علمية وبحثية في الجامعة.
منذ عام 2020 تشغل عضوة في كُلٍ من المجلس الاستشاري البحثي للجمعية الأمريكية لصيادلة النظام الصحي وهيئة تحرير مجلة جمعية الصيادلة الأمريكية [الإنجليزية].
حظيت إنجازاتها العلمية بتغطية إعلامية دولية واسعة النطاق كصحيفة نيويورك تايمز والإذاعة الوطنية الأمريكية العامة وواشنطن بوست وذا أتلانتيك وسي إن إن وبي بي سي وناشيونال جيوغرافيك وبي بي إس نيوز [الإنجليزية] وغيرها العديد من وسائل الإعلام.

## أبحاثها
لها عشرات الأبحاث العلمية، وقد حصدت أبحاثها مُجتمعة على ما يزيد عن 35,000 استشهاد وفق قاعدة البيانات العلمية جوجل سكولار (Google Scholar)، كما حصدت أبحاثها مُجتمعة على ما يزيد عن 23,000 استشهاد حسب قاعدة البيانات العلمية سكوبس (Scopus).
وقد حققت عدة أبحاث علمية لها على آلالاف الاستشهادات (الاقتباسات) للبحث الواحد.

## جوائز وتكريمات علمية
نالت ديمة القطو عدة جوائز وتكريمات علمية كان من أبرزها:
- جائزة ومنحة "فولبرايت" الأمريكية البحثية، من مجلس التبادل الدولي للباحثين [الإنجليزية]، عام 2002.[7][15]

- جائزة "جيمس زيمر" للأبحاث، من الجمعية الأمريكية للصحة العامة، عام 2014.[7]

- زمالة معهد إدموند وليلي صفرا الأمريكي للأخلاقيات [الإنجليزية]، عام 2014.[16]

- جائزة الجمعية الأمريكية لصيادلة النظام الصحي، عام 2017، لأبحاثها في مجال العلاج الدوائي.[17]

- جائزة "النجم الصاعد" للأبحاث، من جامعة إلينوي في شيكاغو، عام 2017.[18][7]

- زمالة الأكاديمية الوطنية الأمريكية للطب، في أكتوبر 2018.[5][19][6]

- جائزة ومنحة معاهد الصحة الوطنية الأمريكية [الإنجليزية]، من معاهد الصحة الوطنية الأمريكية، في مارس 2023.[20]

- جائزة ومنحة منظمة جهود الاستجابة للمواد الأفيونية (FORE)، في ديسمبر 2023.[10]

- جائزة "التخطيط البحثي التعاوني" من جامعة جنوب كاليفورنيا، في أكتوبر 2024.[21][22]

## حياتها العائلية
ديمة القطو هي شقيقة العالِمة دانية القطو والعالِمة مزنة القطو، وعمها هو العالِم في الهندسة الميكانيكة محمد القطو.
أما والدها فهو "مازن خليل صبحي القطو" وهو عالم وبروفيسور فلسطيني في مجال الصيدلة، وُلِدَ في مدينة طولكرم في 2 سبتمبر 1948 ونشأ فيها، وتُوفي في 23 أغسطس 2024 في شيكاغو بالولايات المتحدة، وقد عمل خلال حياته أستاذًا للصيدلة في عددٍ من الجامعات العربية، حيث كان أستاذًا للصيدلة في جامعة الملك سعود في السعودية، وعميدًا لكلية الصيدلة في جامعة الإسراء في الأردن ومساعدًا لرئيس الجامعة، وعميدًا لكلية الصيدلة في جامعة الشارقة في الإمارات العربية، وعمل في جامعة المجمعة في السعودية أستاذًا في كلية الطب وقسم التعليم الطبي فيها ورئيسًا للجنة التعاون الدولي لوكالة كلية الطب للدراسات العليا والبحث العلمي، وله عدة أبحاث علمية طبية في مجال الأمراض وعلاجها وعلم العقاقير الدوائية، كما نال جوائز علمية عدة.

## وصلات خارجية
- عن ديمة القطو، في مقالة: "تعدّد الأدوية.. مخاطر مميتة لعشوائيّة الاستخدام".